# Black River (Giamaica)
Black River è un comune della Giamaica, situato nella parrocchia di Saint Elizabeth, della quale è il capoluogo.